# European Air Transport Command
Het European Air Transport Command ([EATC]) is een internationaal commandocentrum, dat voor  België, Duitsland, Frankrijk, Luxemburg, Italië, Nederland en Spanje de operationele controle van het militair luchtvervoer uitvoert. Het centrum is gevestigd op de Vliegbasis Eindhoven te Eindhoven. en is op 1 september 2010 in gebruik genomen. De staf op Eindhoven bestaat uit meer dan 200 mensen uit alle deelnemende landen.
Op 15 oktober 2010 is de operationele controle over de transportvloot van de Duitse Luchtmacht overgenomen en is het EATC daarmee verantwoordelijk voor de planning, taakverdeling en controle van missies van de 69 Duitse C160 Transall en 5 Airbus A310 toestellen. Op 26 november zijn de toestellen van Nederland (C-130 Hercules, KDC-10 en Gulfstream IV) overgenomen en vlak daarna op 30 november de Franse vloot (Airbus A310, Airbus A340, C-130, C-160 en Casa 235). Op 28 april 2011 heeft het EATC ook de operationele controle overgenomen van een deel van de Belgische vloot. De totale transportvloot die onder het commandocentrum valt bedraagt ongeveer 220 toestellen. Dit aantal vormde per januari 2015 (voor toetreding Italië) circa 75% van de totale Europese militaire luchttransportcapaciteit.
Door de opening van het centrum is het bijvoorbeeld mogelijk om Nederlandse militairen in Italië door een vliegtuig van de Duitse luchtmacht te laten oppikken, of wordt een Nederlands vliegtuig gebruikt om een Frans militair transportvliegtuig bij te tanken.

## Historie
Het EATC is als volgt tot stand gekomen:
- 1999: In het rapport van de Helsinki European Counsil[4] over het “versterken van het gemeenschappelijk Europees veiligheids- en defensiebeleid” is overeengekomen dat 15 Europese landen binnen afzienbare tijd gezamenlijke capaciteitsdoelstellingen gaan nastreven. Onderdeel van deze capaciteitsdoelstelling is het strategisch luchttransport, wat bereikt moet worden door vrijwillige coördinatie en samenwerking. Frankrijk en Duitsland nemen het initiatief om een gezamenlijk “European Air Transport Command”op te richten.
- 2000: De European Air Group (EAG) krijgt de opdracht om het initiatief te onderzoeken op levensvatbaarheid. De conclusie was dat het waardevol zou zijn om samenwerking te stimuleren tussen de lidstaten voor de behoefte aan luchttransport. Verder kwam de EAG met de aanbeveling om een coördinatie-element op te richten om de behoefte aan luchttransport te coördineren.
- 2001: Een aantal landen van de EAG besluiten de European Airlift Coordination Cell op te richten als eerste stap naar een coördinerende instantie en als spoedig daarna het European Airlift Centre (EAC) met meer verantwoordelijkheden en taken.
- 2006: Duitsland en Frankrijk besluiten het EATC op te gaan richten. Op verzoek sluiten België[5] en Nederland zich bij dit initiatief aan.
- 2007 - 2010: De voorbereidende werkzaamheden voor de oprichting van het EATC worden uitgevoerd.
- 15 oktober 2010: Overname operationele controle over een groot deel van de Duitse vastvleugelige transportvloot.[6]
- 26 november 2010: Overname operationele controle over de Nederlandse vastvleugelige transportvloot.[7]
- 30 november 2010: Overname operationele controle over een groot deel van de Franse vastvleugelige transportvloot.[8]
- 28 april 2011: Overname operationele controle over een deel van de Belgische vastvleugelige transportvloot (C130 en A330).[9]
- 3 juli 2014: Overname operationele controle over de Spaanse vastvleugelige transportvloot.[10]
- 14 januari 2016: Overname operationele controle over de Italiaanse vastvleugelige transportvloot (KC 767A, C-130 en C-27)[11]

## Overzicht vloottypen
- Airbus A310
- Airbus A321
- Airbus A400M
- KC-767A
- Falcon 20
- Falcon 
900
- Dassault Falcon 7X
- C-27J
- C-130 Hercules
- C-130J
- Casa 235
- Casa 295
- Gulfstream IV
- KDC-10